# Joachim von Bonin

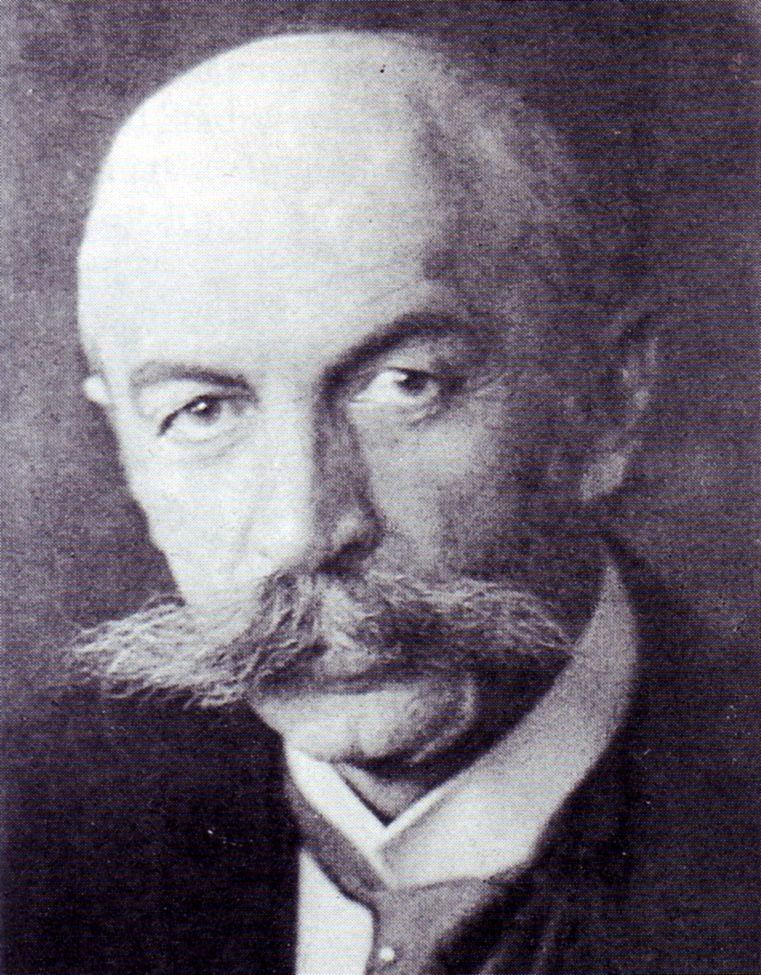
Joachim von Bonin

Joachim Heinrich Wilhelm Max von Bonin (* 26. September 1857 in Köslin in Hinterpommern; † 17. Januar 1921 ebenda) war ein deutscher Verwaltungsjurist und Landrat.

## Leben
Joachim war ein Sohn des preußischen Hauptmanns Leberecht von Bonin (1820–1883) und dessen Ehefrau Adelheid, geborene von Below (1827–1861). Seine Schwester Eleonore (* 1855) war Oberin eines adeligen Fräuleinstifts.
Bonin studierte in Greifswald, Tübingen und Berlin Rechtswissenschaften. 1877 wurde er Mitglied des Corps Pomerania Greifswald. Das Referendariat absolvierte er 1884 bis 1886 in seiner Geburtsstadt Köslin. 1889 trat er als Regierungsassessor in den Dienst der Provinz Schleswig-Holstein als Regierungsassessor in Schleswig ein. 1890 wurde Bonin zum Landrat im nordschleswigschen Kreis Apenrade berufen, bevor er 1894 in gleicher Position in den Kreis Stormarn wechselte. Im Dezember 1918 wurde er vom Arbeiter- und Soldatenrat abgesetzt.

## Bonins Wirken in Stormarn
Bonin, in dessen Amtszeit das Ausscheiden der Stadt Wandsbek aus dem Kreis fiel, war einer der entscheidenden Modernisierer der Infrastruktur im Kreis Stormarn. In seiner Zeit wurde die Elektrizitätsversorgung auch auf kleinere Gemeinden ausgedehnt. Er setzte sich nachdrücklich für den Bau der Südstormanschen Kreisbahn ein, die 1907 eröffnet wurde. Aus wirtschaftspolitischen Gründen verhinderte er eine Verlegung der Kreisverwaltung aus der nun kreisfreien Stadt Wandsbek nach Bad Oldesloe, die von vielen Stormarnern gefordert wurde.

## Abgeordneter
Bonin war Mitglied der Freikonservativen Partei. 1907 wurde er in einer Nachwahl in das Preußische Abgeordnetenhaus gewählt, dem er bis 1918 angehörte.

## Familie
Bonin vermählte sich am 21. Januar 1885 in Hamburg mit Ethel Fawcus (* 1860). Aus der Ehe gingen die beiden Kinder Adelheid (* 1885) und Tessen-Ulrich (* 1887) hervor. Die Tochter heiratete einen Sohn des dänischen Seeoffiziers Rørd Regnar Johannes Hammer (1855–1930).